# MDA5
MDA5 (англ. Melanoma Differentiation-Associated protein 5; белок, ассоциированный с дифференцировкой меланомы) — рецептор группы RIG-I-подобных рецепторов, фермент хеликаза. Продукт гена человека IFIH1.

## Функция
MDA5 является внутриклеточным рецептором опознавания паттерна, который участвует в антивирусном ответе системы врождённого иммунитета организма. Распознаёт мРНК без 2'-O-метилированного 5'-конца и длинные двуцепочечные РНК  (более 2000 нуклеотидов). 
После активации связывается с митохондриальным сигнальным белком MAVS, который активирует IKK-связанные киназы TBK1 и IKBKE. Киназы фосфорилируют интерфероновые регуляторные факторы IRF3 и IRF7, которые активируют транскрипцию генов антивирусного иммунного ответа, включая интерфероны IFN-альфа и IFN-бета. 
MDA5 содержит т. н. DEAD box (последовательность аспарагиновая кислота-глутаминовая кислота-аланин-аспарагиновая кислота, характерная для РНК-хеликаз) и CARD-домен. 